# Europa: a última batalha
Europa: A Última Batalha (inglês, Europa: The Last Battle) é um documentário antissemita sueco, escrito e produzido por Tobias Bratt, membro do Movimento de Resistência Nórdica, grupo neonazista europeu banido em alguns países, e lançado em 2017. Dividido em 10 partes, contém cerca de 13 horas de duração e uma parte bônus de DVD.

## Narrativa
O documentário promove várias teorias da conspiração antissemitas. Entre os diversos pontos apresentados no filme, estão a negação do Holocausto, o controle econômico mundial, a promoção de "ataques" a pessoas de cor branca e a justificativa de extermínio judeu. O filme ficou conhecido devido a compartilhamentos de cenas em plataformas de mídia sociais, normalmente com finalidade de promoção neonazista. O filme comenta que Karl Marx fazia parte de uma seita para espalhar o comunismo e dominar o mundo, utilizando trechos fora de contexto do livro Roma e Jerusalém, de Moses Hess, para promover a ideia de que o povo judeu estaria por trás dos males do mundo, e afirma que Stalin, supostamente tendo esposas judias, "provaria" que os judeus o estavam controlando e, com ele, o mundo.
O longa utiliza muito do revisionismo histórico, ao afirmar que os judeus foram os responsáveis por iniciarem as grandes guerras mundiais (tanto a primeira, quanto a segunda) e ainda teriam causado a derrota da Alemanha da primeira guerra, supostamente com finalidade de estabelecer o estado de Israel, fazendo com que os nazistas agissem em legítima defesa e que Adolf Hitler estava lutando contra uma dominação mundial judaica.
Gregory Davis, pesquisador do grupo anti-racista sediado no Reino Unido Hope not Hate, disse que o filme "nega a realidade comprovada do Holocausto, ao mesmo tempo que fornece justificativas para o antissemitismo violento que o alimentou", acrescentando: "Sua mistura de falsidades e a representação tendenciosa de acontecimentos reais não lhe confere qualquer legitimidade histórica e serve apenas para demonizar o povo judeu e encobrir os crimes do regime nazista".

## Propagação
O filme foi amplamente promovido por diversos grupos radicais, incluindo grupos de supremacia branca, teóricos da conspiração antissemitas, o jornal de noticias falsas The Light e adeptos ao QAnon no Telegram.
Além desses grupos, o filme foi compartilhado em redes sociais como Instagram, BitChute, TikTok, X e chats de desinformação do Telegram. Algumas redes sociais como o YouTube e o Facebook bloquearam o upload do filme, mas possuindo links disponíveis em outros sites.
Em junho de 2023, X exibia anúncios de grandes marcas como Disney, Microsoft e ESPN ao lado de tweets de usuários verificados compartilhando longos clipes do filme, acusando tais empresas de "contribuírem com o plano de dominação judeu".